# Herodión
El Herodión, o Herodium (técnicamente el Herodión Superior), en árabe هيروديون (Jabal al-Fourdis, traducido como "la montaña del paraíso"), en hebreo הרודיון, fue un palacio-fortaleza construido por el rey Herodes el Grande entre los años 23 y 20 a. C., tras una victoria militar sobre los asmoneos de Jerusalén. Está ubicado a 12 kilómetros al sur de Jerusalén y a 5 kilómetros al sureste de Belén, en Cisjordania (Palestina).

## Etimología
El Herodión es el único lugar llamado en honor al rey Herodes el Grande. Los cruzados lo conocían como la "Montaña de los Francos". Los habitantes árabes locales lo llaman Jabal al-Fourdis ("Montaña del Paraíso"). El nombre hebreo moderno, Herodión (hebreo: הרודיון), es en realidad una transliteración de la palabra griega. Sin embargo, arqueólogos israelíes han confirmado que la denominación original del lugar en hebreo era Herodis (hebreo: הרודיס), justo como aparece escrito en una de las cartas de Bar Kojba recuperadas de las Cuevas de Muraba’at en el desierto de Judea. Algunas fuentes especulan con que el nombre árabe, Fourdis, podría ser una corrupción del nombre hebreo.

## Historia

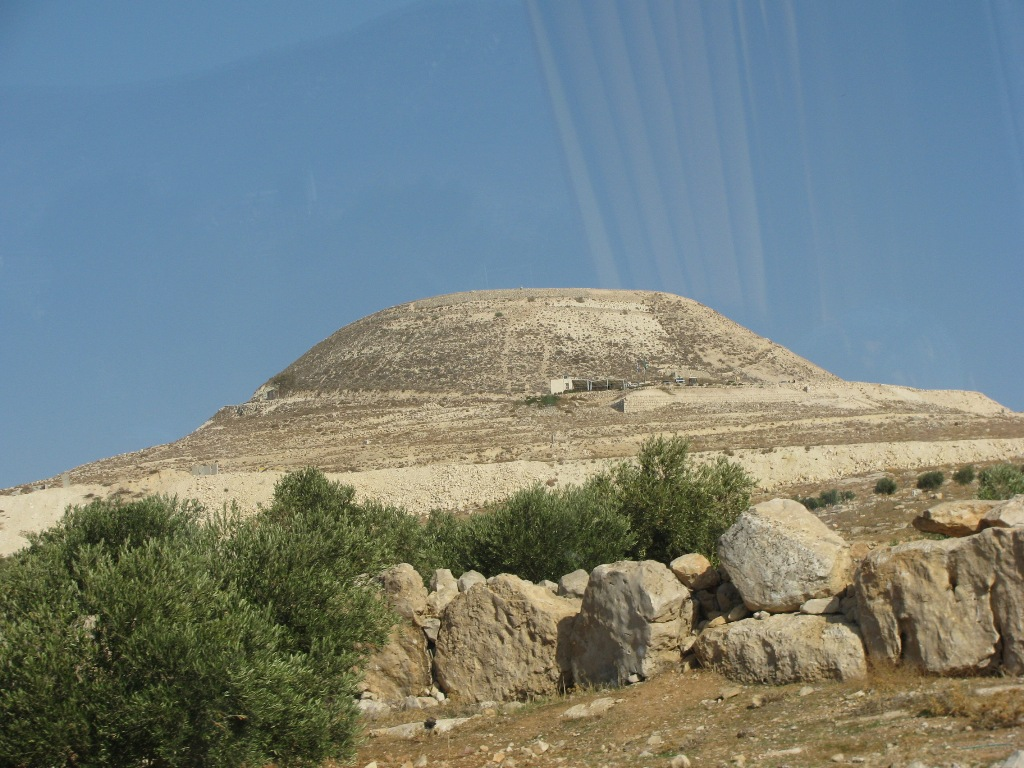
La colina sobre la que se halla el Herodión.

Herodes, un idumeo, prefería esta ciudad a Jerusalén como lugar de descanso. Aquí fue enterrado Herodes tras morir en Jericó. Una toparquía tomó el nombre de la ciudad, pero su esplendor debió de ser efímero porque tras la brillante descripción de Flavio Josefo no es mencionada por Ptolomeo. Sirvió como fortaleza durante la primera revuelta judía (66-73) y fue conquistada y destruida por los romanos en el año 71, cuando Lucilio Baso y su Legio X Fretensis se dirigían hacia Masada. Herodión, Masada y Maqueronte fueron los tres últimos reductos de resistencia judía. Abandonada, se volvió a usar durante la segunda revuelta judía (132-135) y después quedó vacía hasta el siglo V, en que volvió a ser poblada como centro religioso y fue ocupada por una comunidad monástica. San Jerónimo habla de una villa denominada Bethaccarem. En la parte baja se han encontrado tres iglesias.
Ha sido identificado con la "Montaña de los Francos" de las cruzadas (que supuestamente resistió cuarenta años tras la caída de Jerusalén, lo cual, sin embargo, seguramente no es más que una leyenda aparecida en 1483 en la obra de Felix Fabri Evagatorium: de Monte Rama et ejus Oppido fortissim).
El 8 de mayo de 2007, arqueólogos israelíes de la Universidad Hebrea de Jerusalén anunciaron el descubrimiento en el Herodión de la tumba de Herodes el Grande.

## Descripción
El Herodión Superior se situaba en la cima de una colina y formaba un conjunto residencial con el Herodión Inferior, un grupo de dependencias y edificios de índole administrativa. Tras ser arrasada, en la actualidad la cumbre de la colina se encuentra excavada desde el año 1972, cuya forma asemeja un cono truncado. Su altura es de 758 m sobre el nivel del mar y 300 m sobre el desierto, contando con una magnífica vista panorámica. Su emplazamiento exacto está en Cisjordania, a 12 kilómetros al sur de Jerusalén y al noroeste del Wadi Urtas. Flavio Josefo se refirió al Herodión:

Esta fortaleza, que se encuentra a unos sesenta estadios de distancia de Jerusalén, es naturalmente fuerte y muy apropiada para una estructura así porque en la cercanía hay un monte que se eleva a (mayor) altura por la mano del hombre y redondeado en forma de un seno. A intervalos tiene torres redondas y un escarpado ascenso formado por doscientos escalones de piedra labrada. Dentro de él hay costosos apartamentos reales hechos para la seguridad y el ornamento. En la base del monte hay zonas construidas de tal forma que vale la pena ver, entre otras cosas por el modo en que se trae allí el agua, que escasea en ese lugar, desde lejos y a gran costo. La planicie alrededor fue construida como una ciudad que no tiene paralelo, y el monte sirve de acrópolis para las demás residencias.
Guerra I, 31, 10; Antigüedades XIV, 323-325

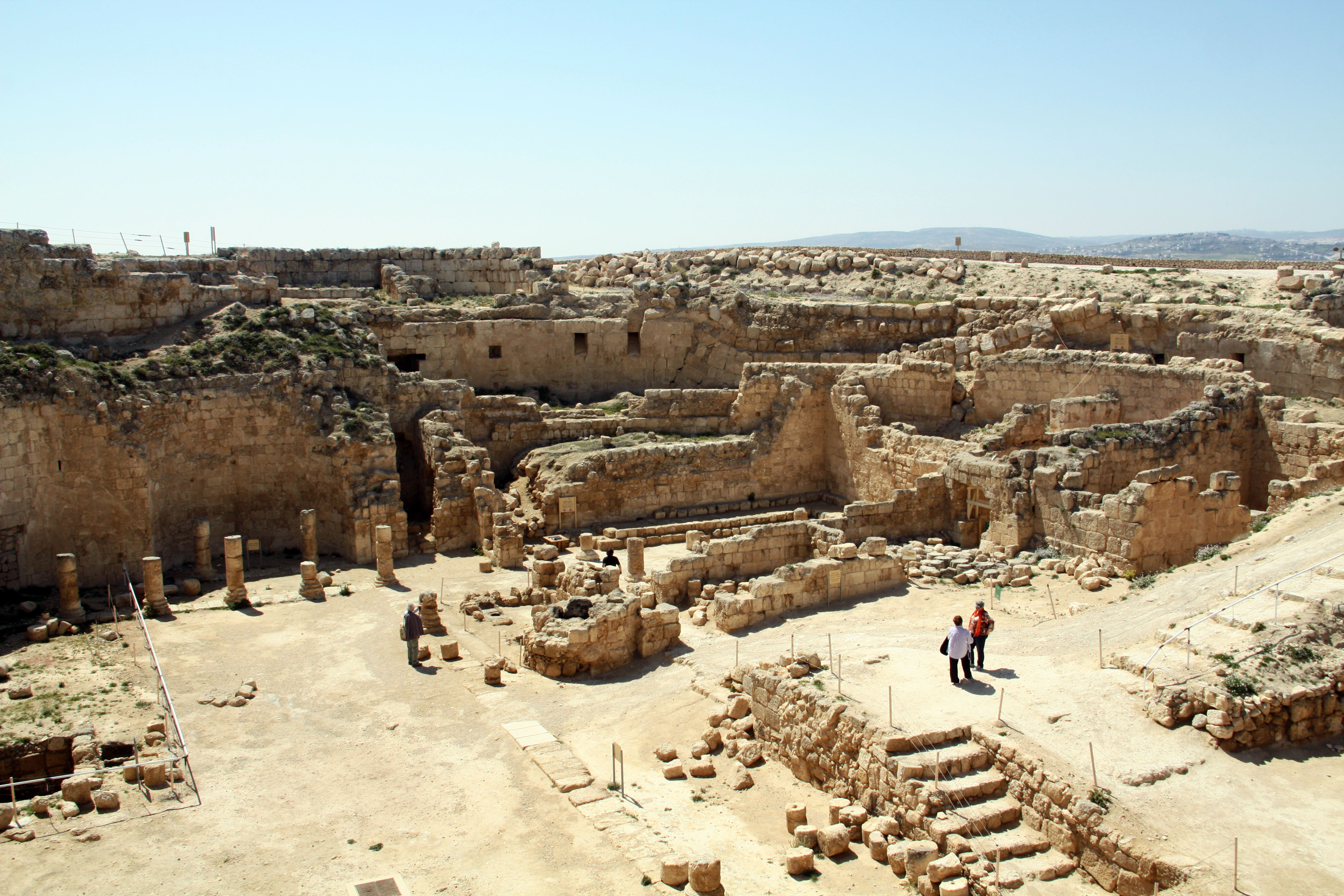
Las excavaciones arqueológicas en el interior del Herodión.

Al pie del cerro se construyeron edificios para el rey, su familia y sus amigos; toda la llanura fue cubierta de edificios formando una ciudad (Herodión Inferior). 
Tiene una planta circular con un torreón embutido dentro del muro y tres torres circulares adosadas, aquel y éstas orientadas hacia los puntos cardinales. La montaña estaba forrada de piedra y se subía por una escalera subterránea. El muro tenía 30 m de alzada y contaba con siete plantas, dos de las cuales eran subterráneas. Dentro del patio circular se erigía el palacio, de dos plantas, con un atrio con peristilo. También hubo una sinagoga. Se ha relacionado la planta circular del Herodión Superior, la disposición de sus torres y la situación encaramada en lo alto de un monte con la planta, las torres y la situación del castillo de Bellver (Palma de Mallorca).

## Legalidad
En febrero del año 2013, una exposición dedicada a Herodes en el Museo de Israel contó con unas 30 toneladas de objetos encontrados en el Herodión, entre los que destacaban el sarcófago que supuestamente habría contenido el cuerpo de Herodes. Rula Maayah, ministra de Turismo y Antigüedades de Palestina, dijo que los israelíes no tienen derecho a excavar en el Herodión o a trasladar sus restos arqueológicos de acuerdo con las leyes internacionales, dado que se encuentra en los territorios ocupados palestinos. Algunos funcionarios palestinos compararon el traslado de las piezas encontradas en el Herodión con el expolio de tesoros arqueológicos realizado por las antiguas potencias coloniales. Un grupo de arqueólogos israelíes se quejaron de la tendencia israelí de adoptar una postura según la cual "el patrimonio de Cisjordania es antes de nada nuestro patrimonio (de Israel)". El Museo de Israel aseguró que los objetos tomados del Herodión solamente estaban "en préstamo" y serían devueltos tras la exposición "en mejores condiciones de las que estaban", aunque Maayah confirmó que a su ministerio no se le había pedido permiso para realizar el desplazamiento de los objetos. El Museo de Israel citó los Acuerdos de Oslo para justificar el derecho de Israel a llevar a cabo su actividad arqueológica en Palestina y dijeron que devolverían los objetos a la administración civil israelí en Palestina cuando la exposición terminara para que los devolviera a su lugar o los almacenara hasta que pudieran ser debidamente expuestos, aunque en ningún caso se tenía pensado devolverlos a las autoridades palestinas.
El yacimiento arqueológico se encuentra en la denominada Área C, término usado para describir el 62% de Cisjordania que permanece bajo completo control israelí según lo firmado en los Acuerdos de Oslo de 1993.